# Юэяцюань
Юэяцюань (кит. упр. 月牙泉, пиньинь Yuèyáquán) — озеро в форме полумесяца в оазисе Дуньхуан, в 5 км к юго-западу от города Дуньхуан (провинция Ганьсу, КНР).
Согласно измерениям, проделанным в 1960 году, средняя глубина озера тогда составляла от 4 до 5 м, максимальная глубина — 7,5 м. С того времени глубина озера постоянно уменьшалась. К началу 1990-х зеркало озера сократилось до всего 5500 м², а средняя глубина — до 0,9 м (максимальная — 1,3 м). Хотя местное правительство намеревалось пополнить озеро водой, недостаток финансирования не позволил осуществить эти планы.
Озеро и окружающая его пустыня пользуются большой популярностью среди туристов.

## История

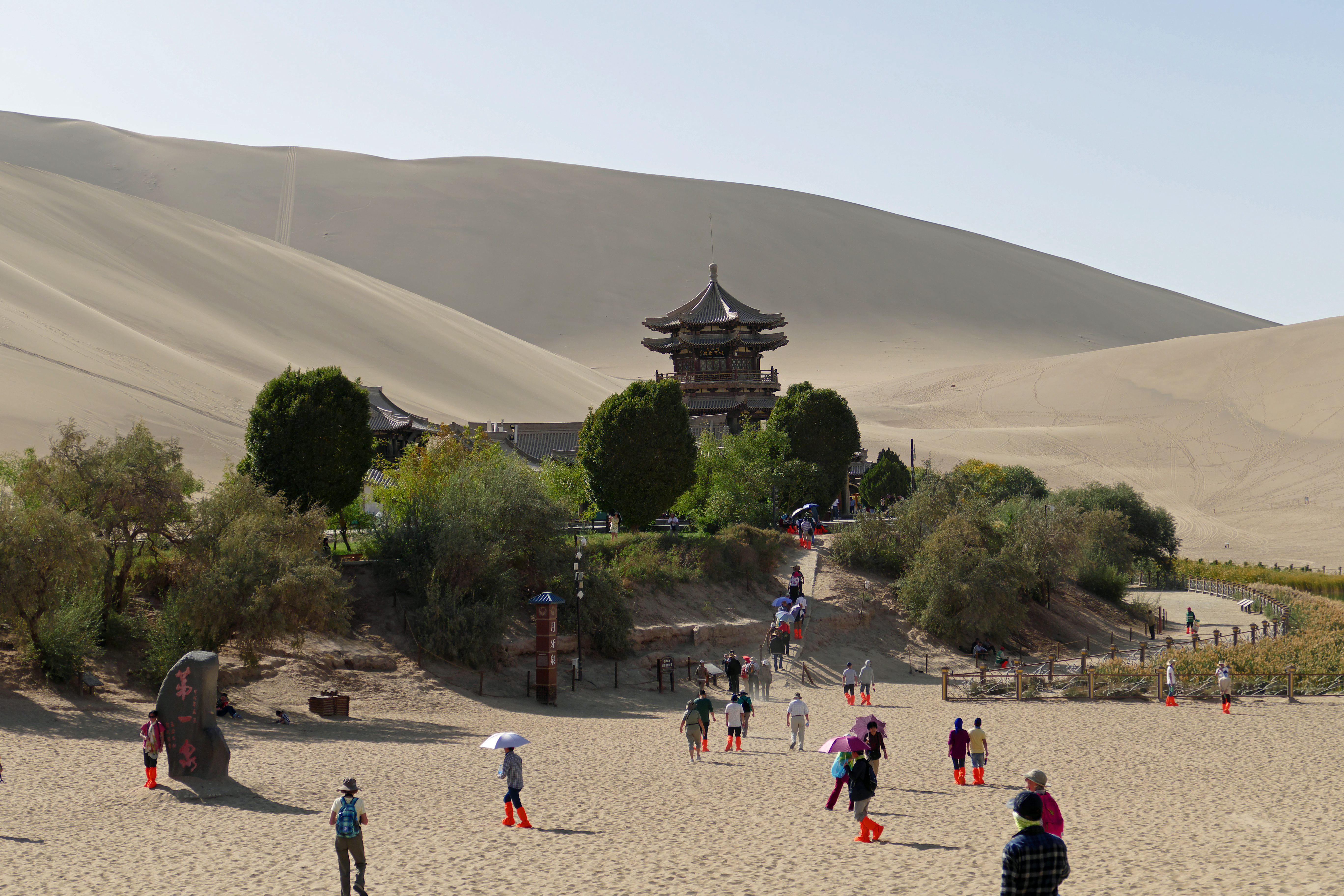
Храм на берегу озера

Озеро получило своё название в период династии Цин. Путешественники и миссионеры Милдред Кейбл и Франческа Френч посетили озеро в начале XX века во время их путешествия в регионе и записали свои впечатления в своей книге «Пустыня Гоби»: «Всё, что мы увидели вокруг нас это многочисленные ярусы высоких песчаных холмов. Мы уже усомнились в верности наших поисков, но когда, с последним отчаянным усилием, мы выбрались за последний хребет и посмотрели вниз на то, что лежало на его границе, мы увидели озеро и его красота опьянила нас».
Дюны защищают озеро Юэяцюань от песчаных бурь и ветров. Несмотря на такую естественную «охрану», эта природная достопримечательность, расположенная в одном из самых засушливых мест на планете, находится под угрозой исчезновения. В 1960-х годах глубина озера составляла от четырёх до пяти метров, в самом глубоком месте достигая семи метров. А в начале 1990-х годов — всего 90 см. Обмеление было вызвано строительством плотины на реке Данг, из-за чего пострадала экосистема пустыни Гоби, а направление течения подземных вод, которые питали озеро Юэяцюань, были нарушены. Вторая причина вызвана тем, что увеличилась численность населения города Дуньхуан. Выросла потребность в питьевой воде, главный источник − это подземные воды.
В 2006 году китайские власти совместно с экологами разработали план восстановления такого уникального озера. Им удалось предотвратить его полное обмеление: запрет на бурение скважин и любую сельскохозяйственную деятельность оказались результативными.
Озеро Юэяцюань входит в состав Всемирного наследия ЮНЕСКО. Туристам предлагают турпоездки на верблюдах или джипах.

## Галерея

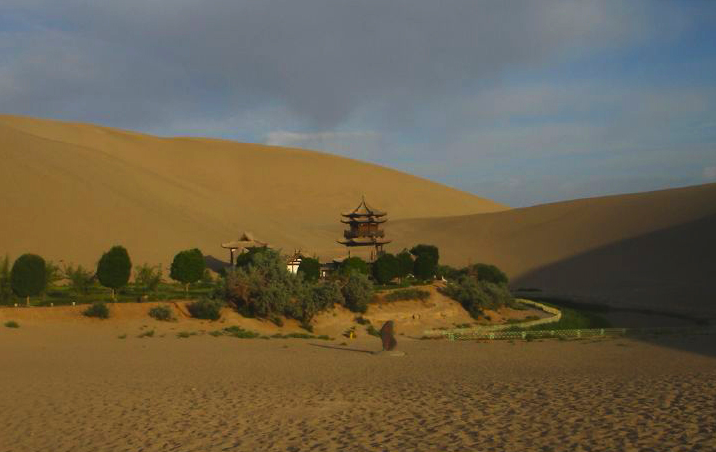
Озеро и павильон на его берегу в июне 2006 года. То, что осталось от озера, видно справа.
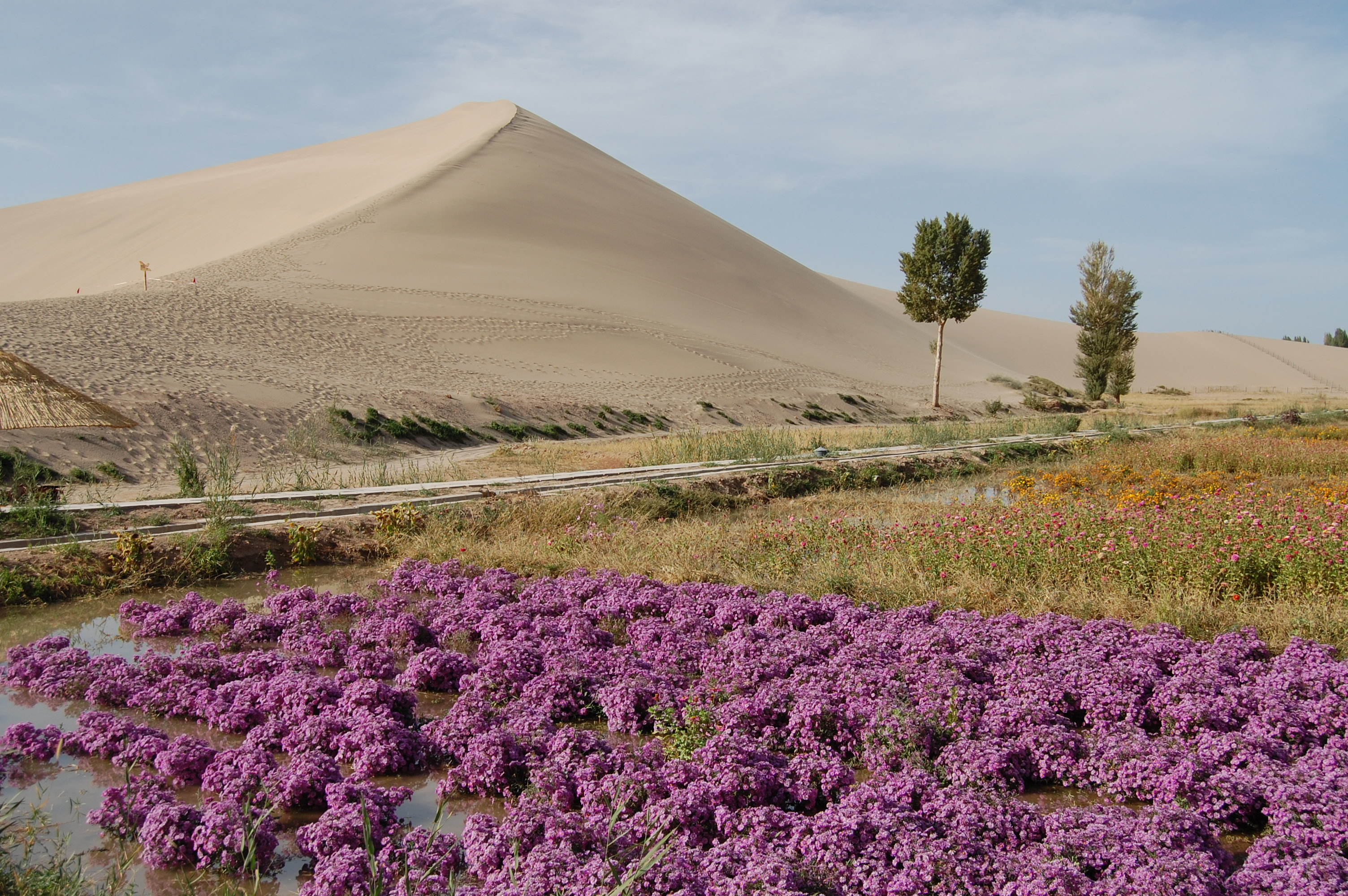
Цветущее озеро Юэяцюань
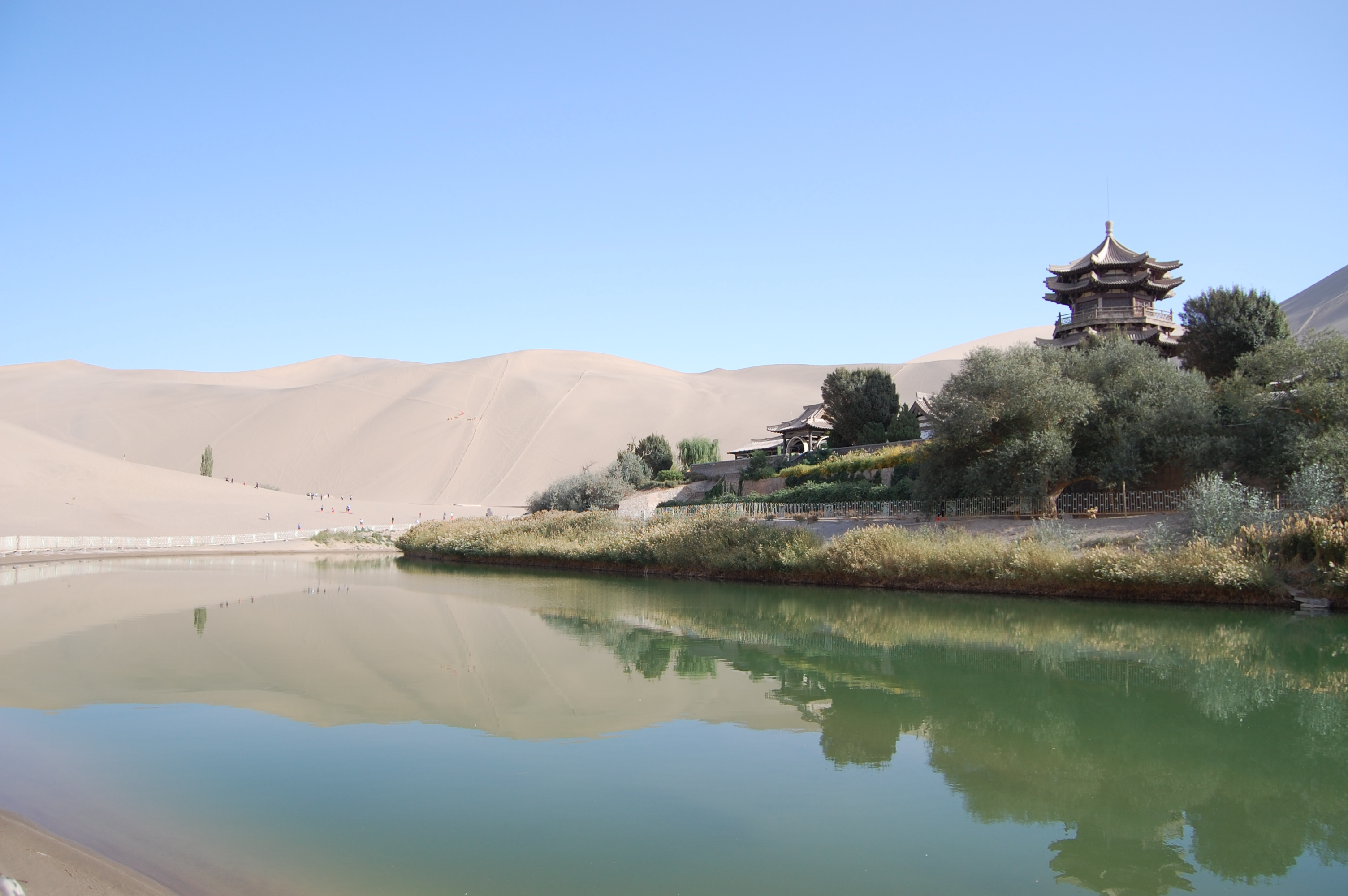
Юэяцюань в Дуньхуане (2009)
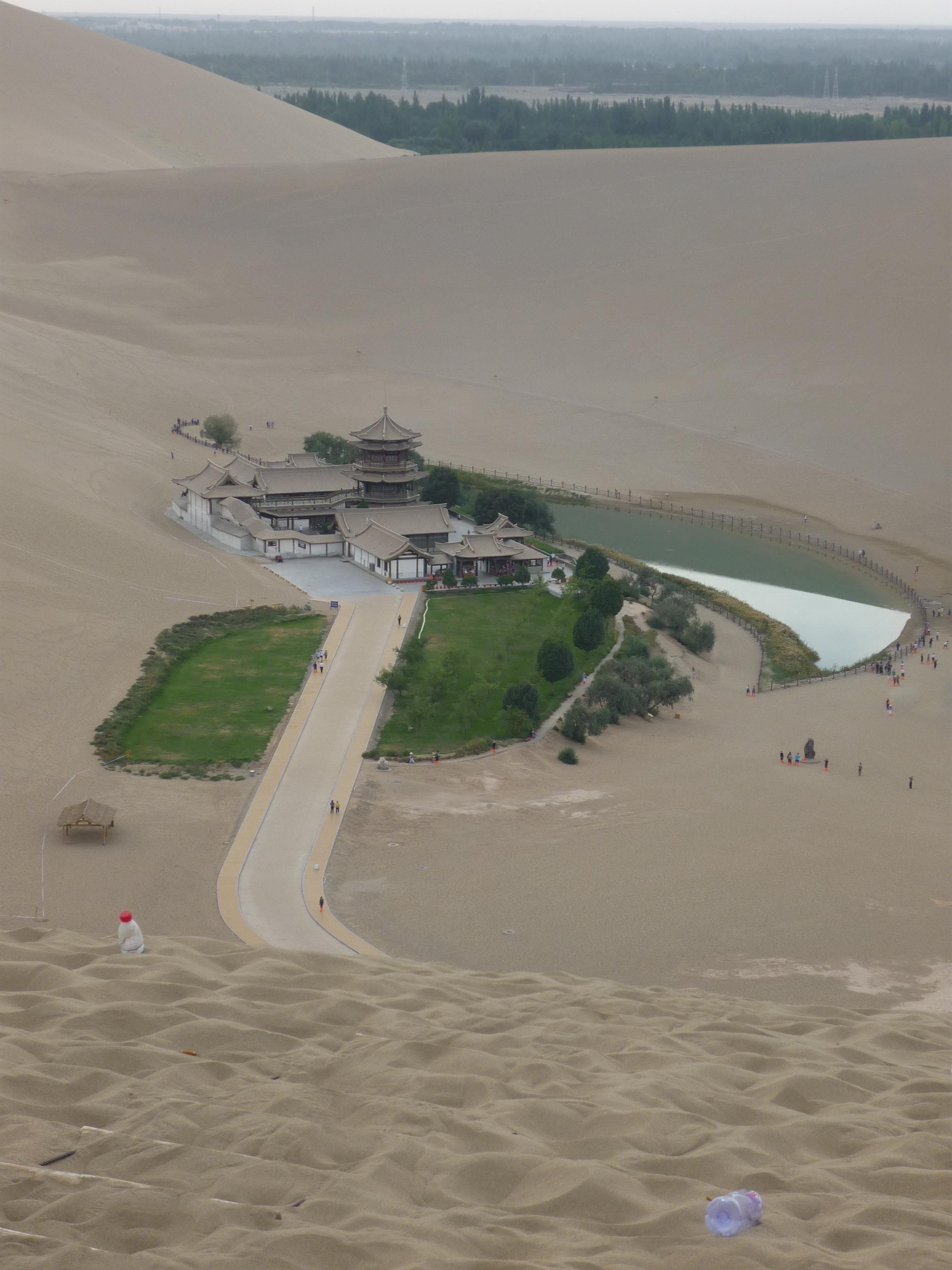
Вид на озеро с соседней дюны
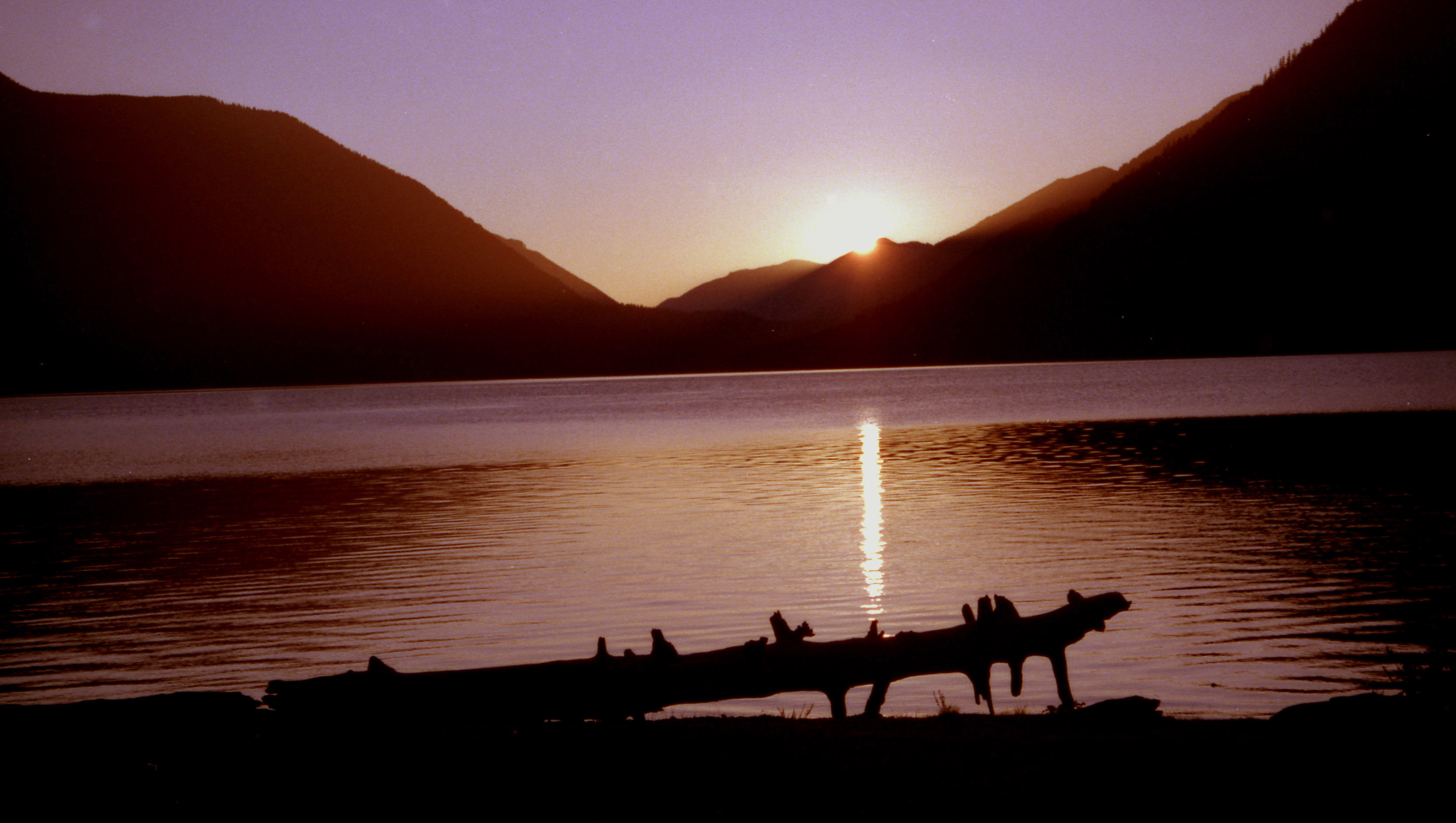
Закат
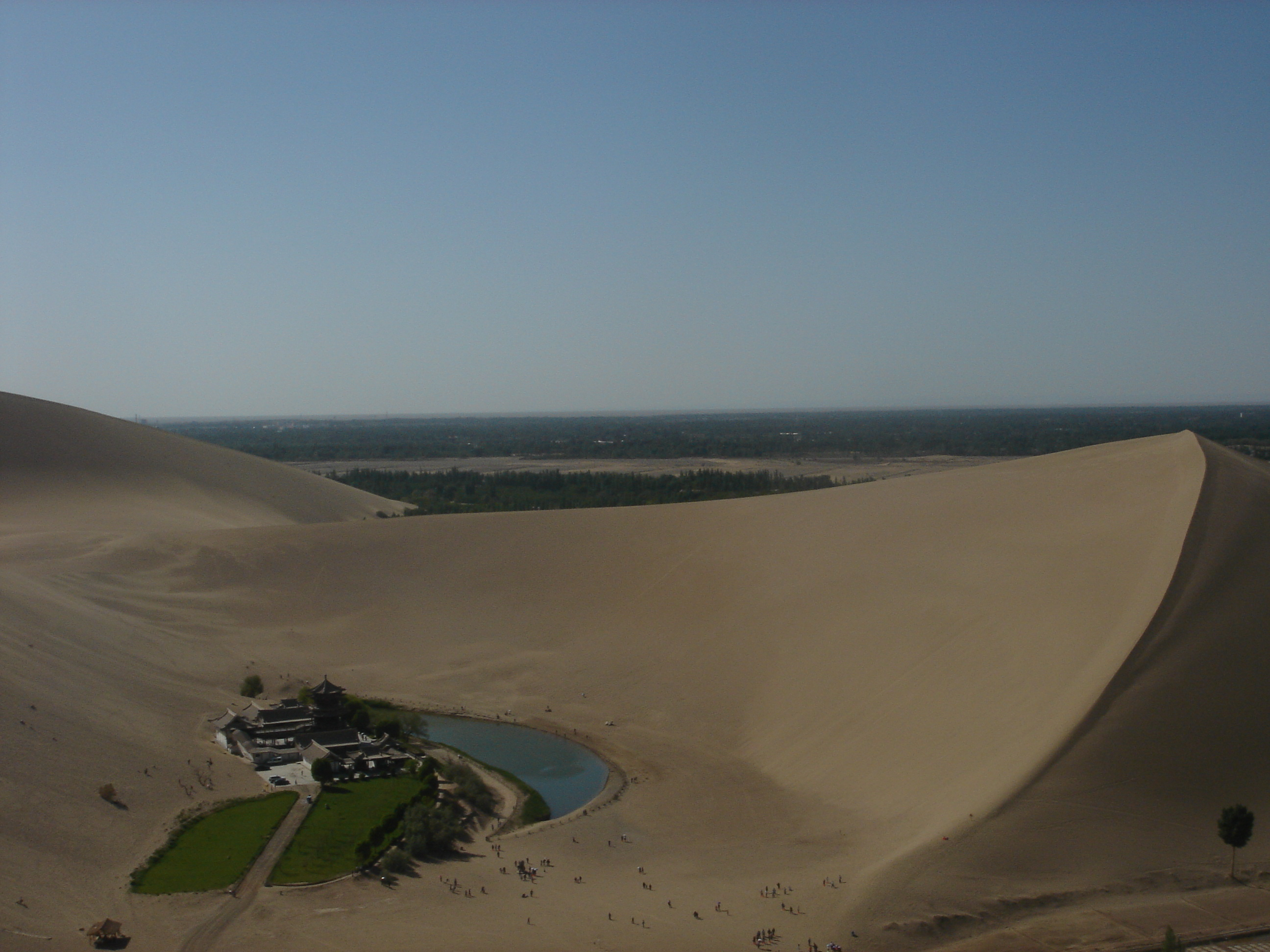
Весной